# 視域
視域（viewsheds）原本是指在視野範圍內區域，在建築或藝術領域中，意指從某一特定地點可以看到的地理區域或地區特色。